# NGC 3325
NGC 3325 est une galaxie elliptique située dans la constellation du Sextant. Elle a été découverte par l'astronome français Édouard Stephan en 1880.

## Caractéristiques
Sa vitesse par rapport au fond diffus cosmologique est de 5 971 ± 26 km/s, ce qui correspond à une distance de Hubble de 88,1 ± 6,2 Mpc (∼287 millions d'al).
À ce jour, une mesure non basée sur le décalage vers le rouge (redshift) donne une distance d'environ 60,000 Mpc (∼196 millions d'al). Cette valeur est  à l'extérieur des valeurs de la distance de Hubble. Notons que c'est avec la valeur moyenne des mesures indépendantes, lorsqu'elles existent, que la base de données NASA/IPAC calcule le diamètre d'une galaxie et qu'en conséquence le diamètre de NGC 3325 pourrait être d'environ 36,9 kpc (∼120 000 al) si on utilisait la distance de Hubble pour le calculer.
Le site NASA/IPAC indique que NGC 3325 est possiblement une galaxie du champ, c'est-à-dire qu'elle n'appartient pas à un amas ou un groupe et qu'elle est donc gravitationnellement isolée. Ce n'est probablement pas le cas, car elle appartient au groupe de MCG 0-27-5.

## Groupe de MCG 0-27-5
NGC 3325 fait partie du groupe de MCG 0-27-5 qui compte au moins 13 galaxies, dont IC 624, IC 632, IC 633, IC 653, NGC 3243 et  NGC 3340.